# Герцог Роксбург
Герцог Роксбург — аристократический титул в пэрстве Шотландии, созданный в 1707 году вместе с титулами маркиза Боумонта и Кессфорда, граф Келсо и виконта Броксмута для Джона Кера, 5-го графа Роксбурга. Название происходит от королевского города Роксбург на англо-шотландской границе, который был захвачен и разрушен шотландцами в 1460 году.
Вспомогательные титулы: маркиз Боумонт и Кессфорд (создан в 1707), граф Роксбург (1616), граф Келсо (1837), виконт Броксмут (1707), лорд Роксбург (1600), лорд Кер из Кессфорда и Кавертауна (1616). Все титулы являются пэрствами Шотландии, за исключением графства Иннс, которая является пэрством Соединенного Королевства. Старший сын и наследник герцога носит титул маркиза Боумонта и Кессфорда.
В 1805 году после смерти бездетного 5-го герцога Роксбурга никто из его дальних родственников не смог доказать свои претензии на герцогский титул. В 1812 года Палата лордов вынесла решение в пользу сэра Джеймса Иннс-Кера, 6-го баронета из Иннса, отвергнув претензии со стороны других претендентов.
Родовая резиденция Замок Флорс находится возле города Келсо в Шотландии.

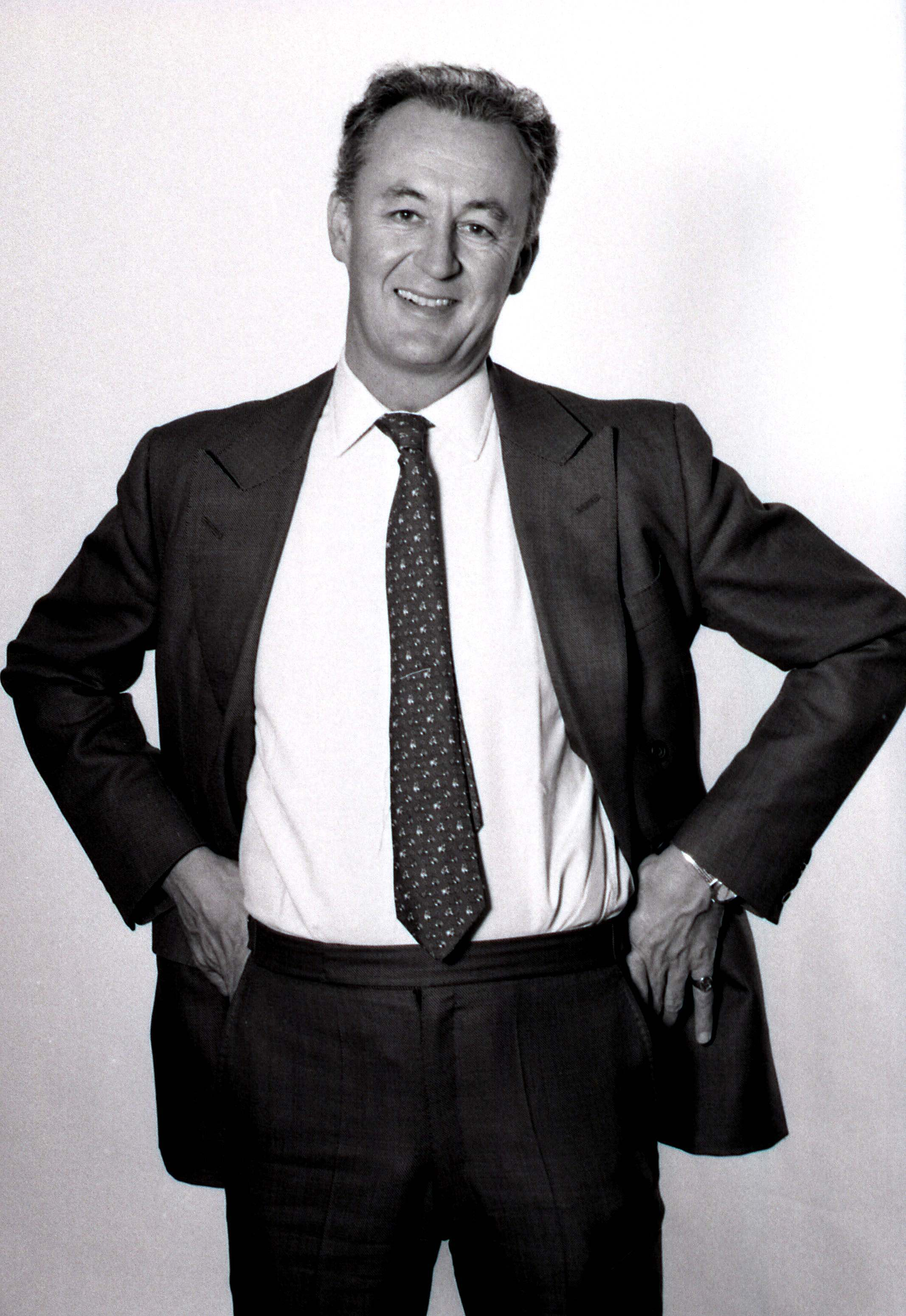
10-й герцог Роксбург, фото Аллана Уоррена

## Графы Роксбург (1616)
Другие титулы: лорд Кер из Кессфорда и Кавертауна (1616)
Другие титулы (1-й граф): лорд Роксбург (1600)
- 1616—1650: Роберт Кер, 1-й граф Роксбург (1570—1650), лорд Роксбург (с 1600), старший сын сэра Уильяма Кера из Кессфорда (ум. 1605)
  - Уильям Кер, лорд Кер (ум. 1618), старший сын 1-го графа, умер раньше своего отца
  - Генри Кер, лорд Кер (ум. 1643), младший сын 1-го графа, умер раньше отца, не оставив сыновей
- 1650—1675: Уильям Кер, 2-й граф Роксбург (1622—1675), сын Уильяма Драммонда, младшего сына Джона Драммонда, 2-го графа Перта, и Джоан Кер, дочери Роберта Кера, 1-го графа Роксбурга
- 1675—1682: Роберт Кер, 3-й граф Роксбург (ок. 1658—1682), старший сын 2-го графа
- 1682—1696: Роберт Кер, 4-й граф Роксбург (ок. 1677—1696), старший сын 3-го графа
- 1696—1741: Джон Кер, 5-й граф Роксбург (ок. 1680—1741), второй сын 3-го графа, герцог Роксбург с 1707 года

## Герцоги Роксбург (1707)
Другие титулы: маркиз Боумонт и Кессфорд (1707), граф Роксбург (1616), граф Келсо и виконт Броксмут (1707), лорд Кер из Кессфорда и Кавертауна (1616)
- 1707—1741: Джон Кер, 1-й герцог Роксбург (ок. 1680—1741), второй сын 3-го графа Роксбурга

Другие титулы (2 и 3-й герцоги): граф Кер, Уэкфилд в графстве Йорк и барон Кер из Уэкфилда в графстве Йорк (1722)
- 1741—1755: Роберт Кер, 2-й герцог Роксбург (ок. 1709—1755), единственный сын 1-го герцога
- 1755—1804: Джон Кер, 3-й герцог Роксбург (1740—1804), старший сын 2-го герцога

Другие титулы (4-й герцог): лорд Белленден из Бротона (1661)
- 1804—1805: Уильям Белленден-Кер, 4-й герцог Роксбург (1728—1805), 4-й лорд Белленден (1797—1805), внук лорда Беллендена, младшего сына 2-го графа Роксбурга. Скончался без потомства.
- 1812—1823: Джеймс Иннс-Кер, 5-й герцог Роксбург (1736—1823), 6-й баронет Иннс (1762—1823), сын сэра Генри Иннса, 5-го баронета (ок. 1711—1762) и Энее Драммонд Грант (1711—1771). Потомок Маргарет Кер (ум. 1681), дочери Генри Кера, лорда Кера (ум. 1642/1643), младшего сына 1-го графа Роксбурга

Другие титулы (с 6-го герцога): граф Иннс (1837)
- 1823—1879: Джеймс Иннс-Кер, 6-й герцог Роксбург (1816—1879), единственный сын 5-го герцога
- 1879—1892: Джеймс Генри Роберт Иннс-Кер, 7-й герцог Роксбург (1839—1892), старший сын 6-го герцога
- 1892—1932: Генри Джон Иннс-Кер, 8-й герцог Роксбург (1876—1932), старший сын 7-го герцога
- 1932—1974: Джордж Виктор Роберт Джон Иннс-Кер, 9-й герцог Роксбург (1913—1974), единственный сын 8-го герцога
- 1974—2019: Гай Дэвид Иннс-Кер, 10-й герцог Роксбург (1954—2019), старший сын 9-го герцога
- 2019 — настоящее время: Чарльз Роберт Джордж Иннс-Кер, 11-й герцог Роксбург (род. 1981), старший сын 10-го герцога
  - Наследник: Фредерик Чарльз Иэн Иннс-Кер, маркиз Боумонт и Кессфорд (род. 28 февраля 2024), сын 11-го герцога.